# Kaluška oblast
Kaluška oblast (ruski: Калу́жская о́бласть) je oblast u Ruskoj Federaciji.  
Upravno sjedište joj je grad Kaluga.

## Povijest
- vidi Gornjoočke kneževine

## Zemljopis
Površina ozemlja: 29.900 km²

## Stanovništvo
Broj stanovnika: 1.041.641 (popis 2002.)

## Vanjske poveznice
- (rus.) Službene stranice.